# 2,5-dimetil-2,5-hexanodiol
El 2,5-dimetil-2,5-hexanodiol es un diol de fórmula molecular C8H18O2. Es isómero de posición del 1,8-octanodiol y del etohexadiol y, al igual que este último, su cadena carbonada no es lineal. 

## Propiedades físicas y químicas
El 2,5-dimetil-2,5-hexanodiol es un sólido blanco inodoro que se presenta en forma de prismas o escamas. Tiene su punto de fusión a 87-91 °C y su punto de ebullición a 214 °C; a una presión de solo 15 mmHg hierve a 118 °C.
Posee una densidad inferior a la del agua, 0,898 g/cm³.
El valor estimado del logaritmo de su coeficiente de reparto, logP ≃ 0,8, implica una solubilidad mayor en disolventes apolares que en agua.
En consecuencia, es muy soluble en etanol, benceno caliente y cloroformo, y soluble en agua (a razón de 140 g/L) y acetona. En cambio, es insoluble en tetracloruro de carbono y queroseno.
En cuanto a reactividad, este compuesto es incompatible con agentes oxidantes, cloruros de acilo y anhídridos de ácido.

## Síntesis y usos
El 2,5-dimetil-2,5-hexanodiol se sintetiza por hidrogenación de 2,5-dimetil-3-hexino-2,5-diol en presencia de paladio (0,25%) sobre Al2O3. El rendimiento de este proceso es del 98,5%. A su vez, el 2,5-dimetil-3-hexino-2,5-diol se obtiene por reacción entre acetileno y acetona en una suspensión de isobutóxido de potasio y xileno.
Análogamente, se puede producir 2,5-dimetil-2,5-hexanodiol por hidrogenación con níquel Raney del 2,5-dimetil-3-etilen-2,5-diol; este compuesto se forma previamente también por reacción entre acetileno y acetona con un catalizador de isobutanol potásico en disolución de o-xileno.
Otra vía de síntesis procede de la hidratación aerobia del 2,5-dimetil-1-hexeno o de su isómero 2,5-dimetil-2-hexeno. En este procedimiento, el sistema de reacción consta de un complejo de ftalocianina de hierro, borohidruro de sodio y oxígeno molecular, lográndose rendimientos del 41-52%.
Por su parte, la deshidratación del 2,5-dimetil-2,5-hexanodiol proporciona 2,5-dimetil-2,4-hexadieno, intermediario útil en la preparación de otros compuestos orgánicos. Para ello se pone en contacto el diol con un catalizador de arcilla de montmorillonita a una temperatura de entre 200 °C y 300 °C (preferiblemente a 240-275 °C); el rendimiento aumenta cuando el proceso tiene lugar en metanol.
El 2,5-dimetil-2,5-hexanodiol se ha empleado para la alquilación selectiva de tetrazoles mononucleares en ácido perclórico o sulfúrico, propiciando de esta forma la síntesis de nuevos tetrazoles binucleares N-sustituidos y sus sales.
También se ha estudiado su reacción con benceno o sus derivados, en presencia de ácido tríflico, para formar tetralinas sustituidas.
Por último, este diol se ha utilizado en la síntesis de compuestos heterocíclicos de boro mixtos de seis y siete miembros con enlaces intramoleculares N→B.

## Precauciones
El 2,5-dimetil-2,5-hexanodiol provoca irritación grave en los ojos. Es un compuesto combustible que tiene el punto de inflamabilidad a 126 °C y la temperatura de autoignición a 420 °C.